# Впадины континентов
Статья включает список глубочайших материковых впадин включая заполненные морскими и озерными водами.
Глубочайшей континентальной впадиной (депрессией) мира относительно уровня океана (не считая подлёдные депрессии Антарктиды и шельфовые моря) является Байкальский рифт с самым глубоким озером мира Байкалом. Глубина озера 1637 м — ниже уровня океана на 1285 м; учитывая окружающие Байкал горы высотой до 2432 м над уровнем океана перепад высоты в рифте достигает 3617 м.
Каспийская впадина — самая обширная и вторая по глубине относительно уровня океана материковая депрессия планеты. Максимальная глубина Каспийского моря — 1025 м (в Южнокаспийской котловине) — это ниже уровня океана на 1054 м (уровень Каспия — минус 29 м). Глубина Среднекаспийской котловины — 787 м. Относительно вулкана Демавенд (5596 м) расположенного в 70 км от южного берега Каспия в горах Эльбурс (геоморфологически не относятся к впадине), перепад высот здесь достигает 6650 м.
Иссык-Кульская котловина с озером Иссык-Куль (Киргизия) глубиной 670 м, лежит выше уровня океана на 930 м. Учитывая горы, окружающие сплошным кольцом Иссык-Куль и достигающие высоты 5147 м над уровнем океана, перепад высот здесь доходит до 4217 м.
В Андах, во впадине озера Титикака (зеркало озера лежит на высоте 3830 м; глубина — 281 м), перепад высот достигает 2844 м относительно вершины Анкохума — 6393 м расположенной в 20 км от берега.
Глубочайшие внутриматериковые впадины, где самые низкие точки находятся ниже уровня океана:
1. впадина озера Байкал (Россия, Сибирь) (глубина 1637 м) — минус 1185 м;
2. Южнокаспийская котловина (гл. 1025 м) — минус 1054 м;
3. Среднекаспийская котловина (гл. 787 м) — минус 816 м;
4. Гхор с Мертвым морем (Израиль-Иордания) (гл. 388 м) — минус 804 м;
5. озера Танганьика (Заир-Танзания) (гл. 1470 м) — минус 696 м;
6. Большого Невольничьего озера (Канада) (гл. 614 м) — минус 458 м;
7. Хантайского озера (Россия, плато Путорана) (гл. 420 м) — минус 356 м;
8. Большого Медвежьего озера (Канада) (гл. 446м) — минус 288 м;
9. озера Гарда (Италия) (гл. 346 м) — минус 283 м;
10. озера Ньяса (Малави) (гл. 704 м) — минус 227 м;
11. Ладожского озера (северо-западная Россия) (гл. 230 м) — минус 223 м;
12. Верхнего озера (США-Канада) (гл. 405 м) — минус 220 м;
13. Афар с озером Ассаль (Джибути) — минус 194 м;
14. озера Онтарио (США-Канада) (гл. 244 м) — минус 167 м;
15. Турфанская впадина (Китай) — минус 154 м;
16. Карагие (Казахстан) — минус 134 м;
17. Каттара (Египет) — минус 130 м;
18. Данакиль с озером Бачили (Эфиопия) — минус 130 м;
19. озера Мичиган (США) (гл. 281 м) — минус 104 м;
20. Онежского озера (северо-западная Россия) — минус 94 м;
21. Долина Смерти (США, Калифорния) — минус 86 м;
22. Акчакая (Туркменистан) — минус 80 м;
23. Карынжарык (Казахстан) — минус 75 м.

Глубочайшие впадины морских бассейнов которые являются частью мирового океана, но покрывают континенты (шельфовые моря). Здесь не учитываются глубины бортов, склонов и равнин шельфов геоморфологически не принадлежащие впадинам:
1. впадина Икария Эгейского моря — минус 1518 м;
2. залив Термаикос Эгейского моря — минус 1242 м;
3. Мраморное море — минус 1221 м;
4. бассейн Южный Скайрос Эгейского моря — минус 915 м;
5. бассейн Северный Скайрос Эгейского моря — минус 888 м;
6. пролив Скагеррак между Северным и Балтийским морями — минус 725 м;
7. бассейн Южная Икария Эгейского моря — минус 721 м;
8. Балтийское море — минус 470 м;
9. пролив Вайкаунт-Мелвил в Канадском Арктическом архипелаге — минус 465 м;
10. центральная впадина Баренцева моря — минус 382 м;
11. Белое море — минус 350 м;
12. залив Бутия в Канадском Арктическом архипелаге — минус 323 м;
13. море Хадсона (Гудзонов залив) — минус 301 м;
14. лагуна Маракайбо (Венесуэла) — минус 250 м;
15. Северное море — минус 238 м.

Примечания:
1. Глубочайшая точка подлёдного рельефа Антарктиды лежит ниже ур.океана на 2555 м в центре равнины Бэрда.
2. Здесь не учитываются каньоны (глубина Гранд-Каньона в Колорадо — 1800 м) и ущелья, которые геоморфологически не относятся к понятию впадина.
3. Средиземноморская (глубина 5121 м) и Черноморская (2210 м) внутриконтинентальные морские котловины, отгороженные от мирового океана Гибралтарской перемычкой, Эгейским шельфом и Мраморным морем в геологическом отношении не принадлежат к материковым впадинам, так как их дно сложено океанической корой. Средиземное и Чёрное моря это остатки исчезнувшего океана Тетис.
4. Все вышеперечисленные впадины имеют тектоническую природу происхождения кроме впадин Карагие, Карынжарык и Акчагая, образованные морскими течениями, а также североамериканских озерных котловин, Ладожского и Онежского озёр ледниково-тектонической природы.